# Hoher Karkopf
De Hohe Karkopf is een 2686 m.ü.A. hoge berg in de Ötztaler Alpen in de Oostenrijkse deelstaat Tirol.
De berg ligt in de Geigenkam, een subgroep van de Ötztaler Alpen, ongeveer 1200 meter ten zuiden van de top van de 2536 m.ü.A. hoge Bloße. De berg is de op een na hoogste van de Karköpfe in de Geigenkam. De Weite Karkopf, waarvan de top ongeveer 1200 meter ten zuidwesten van de Hoher Karkopf ligt, is met 2774 m.ü.A. hoger. De naar het noordwesten, langs het Tumpental gelegen Erste en Mitter Karkopf zijn lager dan de Hohe Karkopf. De top van de Hohe Karkopf kan worden bereikt via een pad dat over de top van de Bloße loopt. De top is echter ook bereikbaar via de Karalpe (2122 m.ü.A.) of vanaf de Armelenhütte (1747 m.ü.A.) via de Erste en de Mitter Karkopf.,